# 夜明けのロボット
『夜明けのロボット』(The Robots of Dawn)は、アイザック・アシモフのSF小説。1983年に刊行された。
『鋼鉄都市』『はだかの太陽』の続編にあたるアシモフのロボット長編シリーズ3作目。やはりSFミステリ作品だが今回は人間でなくロボット殺しの謎を描く。
元々は『はだかの太陽』発表間もない1958年に『無限の境界』の表題で書き始められていたが、既にアシモフの興味がノンフィクションに移っていたために筆が乗らず途中で放棄された。しかしファウンデーションシリーズの30年ぶりの新作『ファウンデーションの彼方へ』の執筆中にアシモフは同シリーズとロボットシリーズをひとつの歴史に纏める構想を抱き、それに基づき「心理歴史学」に言及するなどファウンデーションシリーズとの関連を盛り込んで新たに書き下ろされ、さらに続編『ロボットと帝国』に繋がっている。

## あらすじ
息子ベントリイや賛同者と共に新惑星開拓の訓練を続けていたニューヨーク市警の刑事イライジャ・ベイリは、スペーサー・ワールド（宇宙国家）の中でも最も強大な国家オーロラの実力者であるロボット工学者ファストルフ博士が失脚の危機にある事を知る。親地球派のリーダーである博士の失脚は、ベイリらの宇宙進出の機会も失われる事を意味していた（また、ベイリは博士に個人的な恩義もあった）。
博士の危機を救うべくオーロラ行きの宇宙船に乗り込んだベイリは、そこでR・ダニール・オリヴォーと再会、さらに博士の執事ロボットであるR・ジスカルドと出会う。
オーロラでファストルフ博士と対面したベイリは、スキャンダルの原因がダニールと同型のヒューマンフォーム・ロボットであるR・ジャンダー・パネルの突然の機能停止にある事を知る。短命ながら活力に満ちた地球人こそが銀河系の新たな開拓者にふさわしいと考えていた博士だったが、皮肉にも博士自らが開発したヒューマンフォーム・ロボットこそが開拓者にふさわしいという声が反地球派から上がり、その為に博士が自らジャンダーを破壊したという嫌疑を掛けられていたのである。加えてヒューマンフォーム・ロボットの設計理論はファストルフ博士独自の物であり、ジャンダーを機能停止させ得る人間も博士ただひとりであった。更にベイリは、ソラリアでの事件を彼が解決した後、オーロラに移住していたグレディアと再会し、彼女がジャンダーと共に暮らしていた事、さらに彼と性的関係にあった事を知る。
ヒューマンフォーム・ロボットの自主開発のためにファストルフ博士に敵対する勢力が設立した「ロボット工学研究所」へ、ダニールとジスカルドを連れていったベイリは、博士の実の娘でありながら、思想の違いから敵対しているヴァジリア博士、そして反地球派のリーダーで地球人を忌み嫌っているアマディロ博士と相対する。
捜査の末、ベイリはオーロラ政府議長の前で事件の真相とアマディロの悪事を解明し、ファストルフ博士を勝利に導く。しかしその直後、事件の本当の「真相」に気付くのだった…。

## 備考
イライジャがダニールとの再会時に言及した「数学者の事件」は、1972年に書かれた短編「ミラー・イメージ」（『コンプリート・ロボット』所収）のエピソードを示している。またスーザン・キャルヴィンと読心ロボットの話は短編「うそつき」（『われはロボット』『コンプリート・ロボット』所収）、アンドリュウ・マーチンの話は中編「バイセンテニアル・マン」（『聖者の行進』『コンプリート・ロボット』所収）に基づいている。

## 書誌情報
- 『夜明けのロボット』上・下（小尾芙佐訳、ハヤカワ文庫SF） 1994年6月